# 伊斯奇瓜拉斯托
伊斯奇瓜拉斯托（西班牙語：Ischigualasto；又譯伊沙瓜拉斯托）是阿根廷西部圣胡安省一处自然公园，靠近智利边境。面积603.7平方公里，平均海拔1,300米。气候干燥雨水稀少。该地区保存有大量珍贵的三叠纪晚期的恐龙化石。2000年与其北部拉里奥哈省的塔拉姆佩雅国家公园一起被联合国教科文组织列入世界遗产。